# Израиль и НАТО
НАТО имеет давние и тесные связи с Израилем. В 2016 году эти отношения привели к созданию израильского офиса в штаб-квартире военного альянса в Брюсселе. Хотя Израиль официально не является членом НАТО, он активно участвует в программе «Средиземноморский диалог», которая спонсируется альянсом и осуществляется в сотрудничестве с семью странами Средиземноморья.

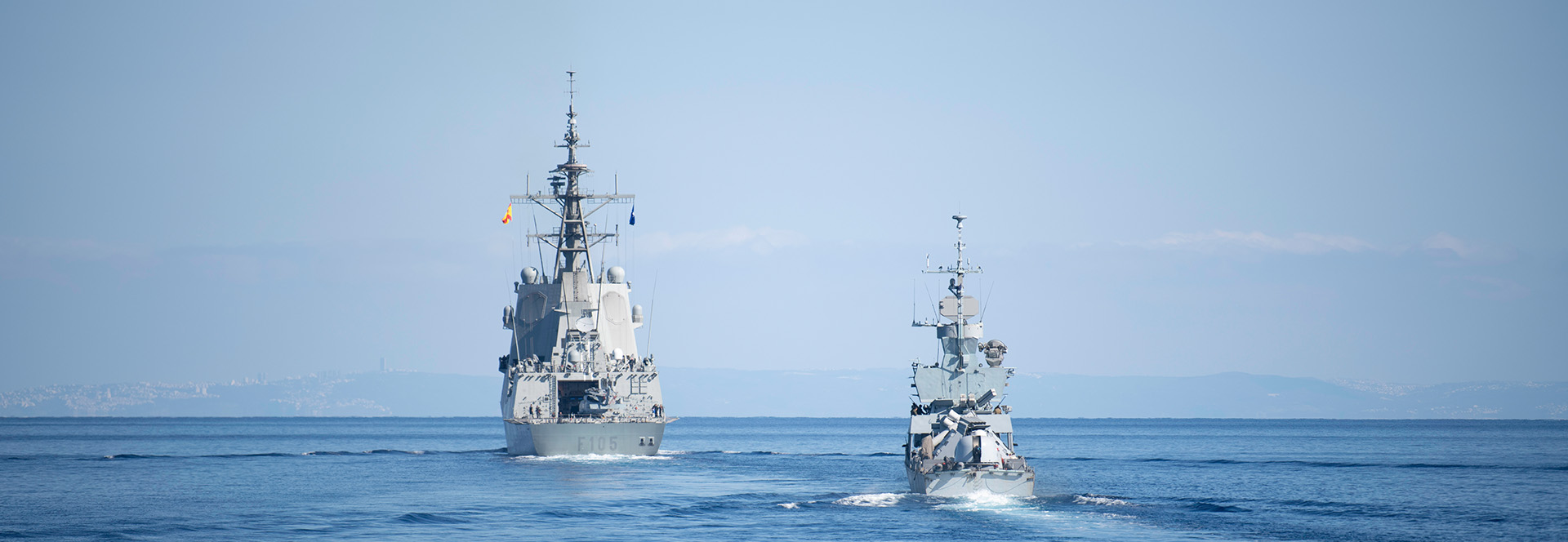
Прибытие кораблей НАТО в порт Хайфа

## История

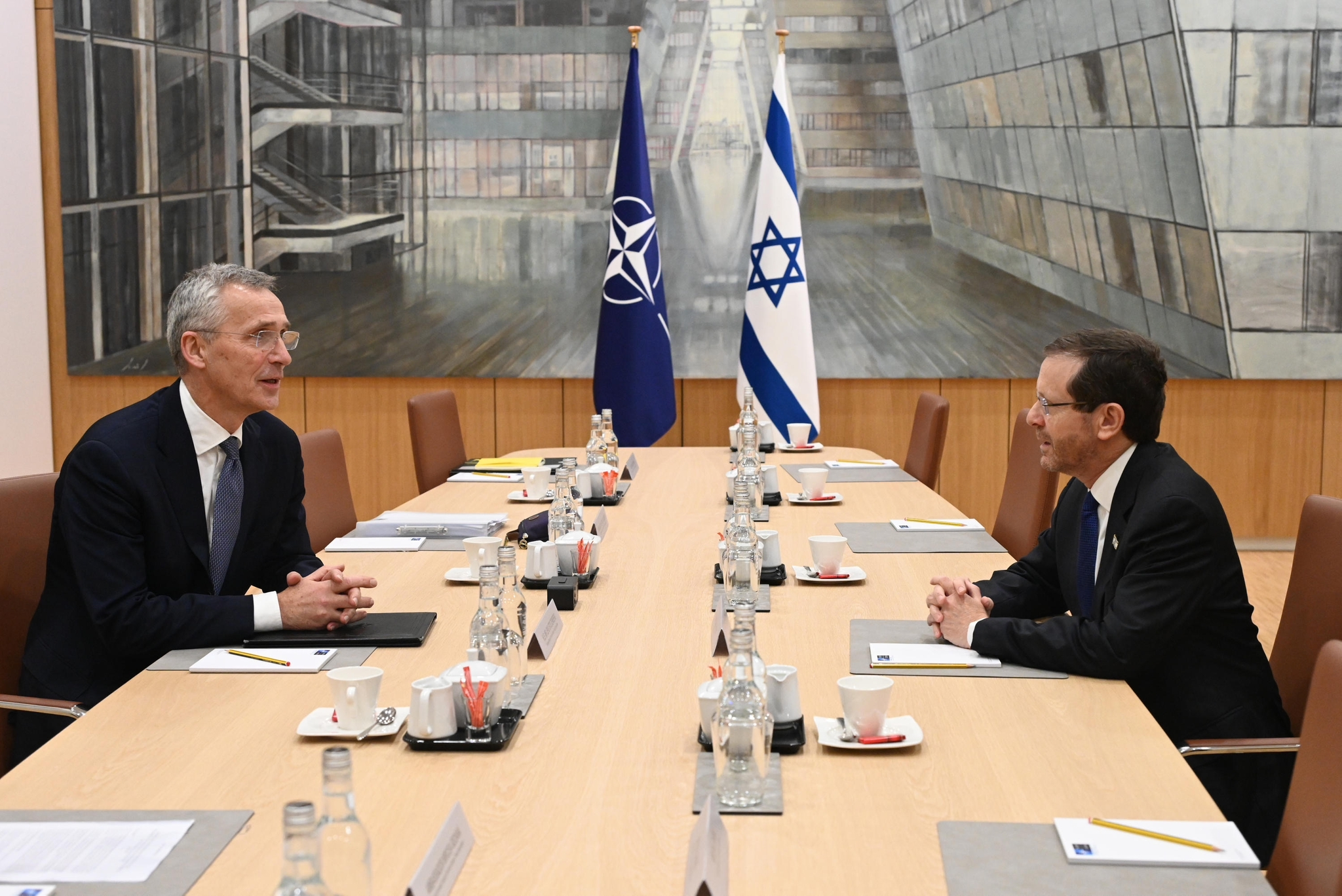
Встреча президента Израиля и генерального секретаря НАТО

В середине 1950-х годов правительство Израиля пыталось присоединиться к Багдадскому пакту, но получило отказ. На начальном этапе отношения между Израилем и НАТО были тесно связаны с блоковым противостоянием государств во времена холодной войны. Эти отношения были преимущественно двусторонними и не предполагали многостороннего диалога.
Израиль имеет особые отношения с НАТО, начиная с 1989 года. Он стал одним из первых пяти государств, которые были признаны администрацией США в качестве предпочтительного партнёра трансатлантического альянса. Основы отношений между Израилем и НАТО были заложены после подписания Аккордов Осло в 1993 году. В это время Альянс инициировал создание Средиземноморского диалога, направленного на мирное сотрудничество со странами-партнёрами из Средиземноморского региона.
В июне 2004 года лидеры НАТО запустили Стамбульскую инициативу по сотрудничеству, которая обещала превратить отношения НАТО с ближневосточными государствами из диалогов в партнёрство. Из всех государств региона Израиль установил самые тесные связи с НАТО. Иерусалим является активным участником Программы индивидуального сотрудничества альянса, а летом 2006 года израильские морские и воздушные силы впервые приняли участие в военных учениях НАТО «Cooperation Mako» в Чёрном море.
Официально Израиль никогда не подавал заявку на вступление в НАТО. Однако в 2006 году министр обороны Италии Антонио Мартино предложил включить Израиль в альянс из-за возможной угрозы со стороны Ирана. На это генеральный секретарь НАТО Яап де Хооп Схеффер ответил, что вопрос о членстве Израиля в блоке не стоит на повестке дня и возможность его предоставления «даже не обсуждается».
В 2010 году на саммите НАТО в Португалии было принято решение изменить подход к взаимодействию с государствами, не входящими в состав Альянса, с целью расширения спектра предлагаемых мероприятий. В соответствии с новыми принципами, все внешние партнёры НАТО получают равные условия поддержки и помощи в рамках рабочего плана Альянса. Это существенно расширяет возможности для Израиля, особенно в сравнении с предыдущими годами, когда другие страны получали более значительную поддержку.
В 2011 году Ахмет Давутоглу, министр иностранных дел Турции, заявил, что его страна может наложить вето на израильскую инициативу в рамках НАТО, чтобы нанести вред Израилю на международных форумах. После этой угрозы Израиль отозвал свою инициативу.
В 2012 году Турция согласилась снять вето на невоенное сотрудничество между НАТО и Израилем, которое она наложила после инцидента с флотилией «Мави Мармара» в 2010 году.
В марте 2013 года генеральный секретарь НАТО Андерс Фог Расмуссен пригласил президента Израиля Шимона Переса посетить штаб-квартиру организации. Главной темой для обсуждения стало углубление отношений между двумя странами. Целью встречи было укрепление военного сотрудничества, особенно в области борьбы с терроризмом. В результате переговоров было достигнуто соглашение, которое вывело отношения между НАТО и Израилем за рамки «Средиземноморского диалога».
В 2016 году в Израиле было открыто постоянное представительство НАТО, и вскоре после этого еврейское государство официально стало одним из ключевых союзников альянса, хотя и не входит в его состав. Также в этом году, после того как Турция сняла шестилетнее вето, Израилю было разрешено открыть своё представительство в штаб-квартире НАТО. А в 2017 году стороны официально подписали соглашение о сотрудничестве. С тех пор взаимодействие между НАТО и Израилем значительно расширилось.
Также, в 2017 году на базе израильских военно-воздушных сил была открыта постоянная военная база Соединённых Штатов. Каждый год Вашингтон выделяет Израилю миллиарды долларов в виде военной помощи.
18 ноября 2022 года было объявлено о том, что НАТО и Израиль подтверждают свою тесную связь. В рамках этого события помощник генерального секретаря НАТО по политическим вопросам и политике безопасности Беттина Каденбах встретилась с официальными лицами из Министерства иностранных дел, Министерства обороны и Национального управления по чрезвычайным ситуациям Израиля.

## Реакция НАТО на войну в Газе
С начала войны в Газе 28 стран-членов НАТО выступили с призывом к немедленному прекращению войны между Израилем и Газой. В совместном заявлении, подписанном министрами иностранных дел этих государств, выражена глубокая обеспокоенность «негуманными убийствами мирных жителей, включая детей, которые пытаются удовлетворить свои самые базовые потребности в воде и пище». 
12 октября 2023 года на встрече министров обороны стран НАТО были осуждены террористические акты, совершённые ХАМАСом против Израиля. Генеральный секретарь НАТО Йенс Столтенберг решительно высказался о том, что Альянс самым решительным образом осуждает такие действия. Он также отметил, что «Израиль не стоит один». 
Однако, в заявлении саммита момент с войной был упущен:
В итоговом заявлении саммита НАТО в Вашингтоне не было упоминаний о геноциде в Газе. Однако в документе нашлась краткая ссылка на Ближний Восток, который был описан как «южный сосед».
А Турция выступила крайне негативно, и с октября заблокировала сотрудничество между НАТО и Израилем из-за конфликта в Газе. Анкара критиковала действия Израиля в Газе, называя их геноцидом, и прекратила все торговые связи с этой страной. Президент Турции Реджеп Тайип Эрдоган назвал действия Израиля во время войны в Газе, «жестокими». Он подчеркнул, что Израиль должен понести ответственность за свои поступки, и это должно стать сдерживающим фактором для других стран.
США, в отличие от Турции, в войне поддерживает Израиль. В Белом доме заявили, что решительно осуждают «ужасающие террористические атаки ХАМАС в Израиле». В своём заявлении подчеркнули, что выступают против нападений террористов ХАМАС на мирное население Израиля, которые происходят без каких-либо причин.